# Luther Burbank

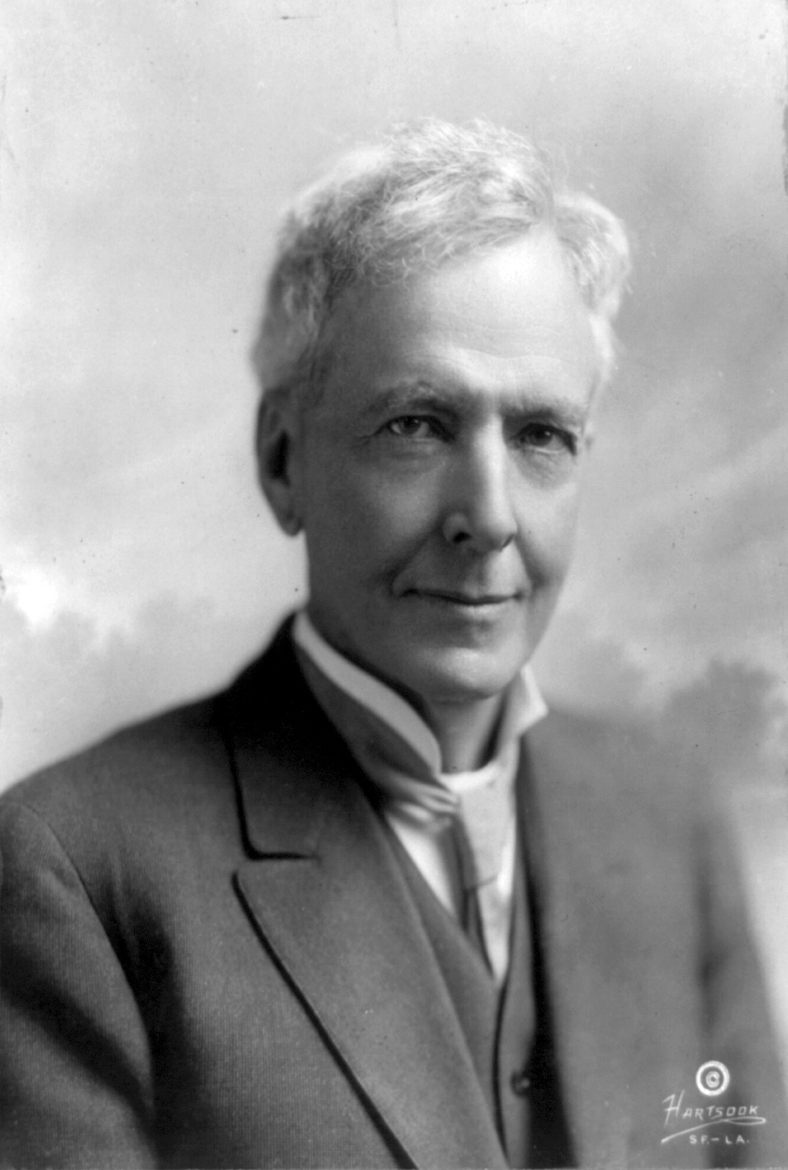
Luther Burbank.

Luther Burbank, född 7 mars 1849 i Lancaster, Massachusetts, död 11 april 1926 i Santa Rosa, Kalifornien, var en amerikansk växtförädlare. Han är mest känd för skapandet av en mängd nya arter av trädgårdsväxter, av vilka en del visade sig ha bestående värde.
Burbank ägnade sig redan som ung åt trädgårdsskötsel och redan 1875 utsläpptes en av honom skapad potatissort som under namnet Burbank fick tämligen vidsträckt utbredning inom USA och anlade samma år en plantskola i Santa Rosa. Hans namn blev mest känt för de plommonsorter, som han utsläppte i marknaden, däribland en japansk plommontyp, benämnd Burbank.
Från 1890 ägnade sig Burbank helt åt växtförädling och 1905 tilldelades han ett årligt understöd på 10 000 dollar från Carnegie Institution for Science. Hans försök bedrevs i utomordentligt stor skala, vida överträffande alla därmed jämförliga i äldre tid. Bland det stora antalet sorter befanns många vara odlingsvärda, till exempel hybridformer mellan plommon och aprikoser, vidare äpplen, körsbär, björnbär, valnötter, många prydnadsväxter, vissa gräs och köksväxter. Mycket omtalade är hans tagglösa kaktustyper, uppdragna genom korsning mellan en sedan länge känd svagväxande Opuntia-art och några mera storvuxna typer av samma släkte.  Då de av honom uppdragna typerna mest lämpade sig för Kaliforniens klimat, fick de vanligen ett tämligen ringa odlingsvärde i andra länder. En del av hans plommonsorter fick dock vidsträckt spridning och kunde odlas även i södra Sverige.
Burbank var mer entusiast än kritiker. Han fick stor uppmärksamhet i amerikanska tidningar, men också för en kanske alltför skarp kritik från vissa forskare. Han utgav bland annat Luther Burbank, His Methods and Discoveries (tolv band, 1913). Hans verksamhet behandlas bland annat i Hugo de Vries "Plant-breeding. Comments on the Experiments of Nilsson and Burbank" (1907). Burbank invaldes 1908 som ledamot av svenska Lantbruksakademien.
Auktorsnamnet Burbank kan användas för Luther Burbank i samband med ett vetenskapligt namn inom botaniken; se Wikipediaartiklar som länkar till auktorsnamnet.